# 里奧格蘭德獸屬
里奧格蘭德獸屬（學名：Riograndia）是已滅絕合弓綱的一屬，屬於獸孔目犬齒獸亞目的三稜齒獸科；三稜齒獸科可能是哺乳動物的祖先，或是哺乳動物祖先的近親。
里奧格蘭德獸的化石發現於巴西南里奧格蘭德州的Paleorrota地質公園，屬於Caturrita組地層，地質年代為三疊紀晚期的卡尼階/諾利階。模式種是R. guaibensis，是在2001年由何塞·波拿巴等人所敘述、命名。里奧格蘭德獸是種小型動物，頭顱骨長3.5公分。

## 外部連結
- （葡萄牙文）Sociedade Brasileira de Paleontologia.